# هیروشی سوزوکی
هیروشی سوزوکی (انگلیسی: Hiroshi Suzuki؛ زادهٔ ۱۸ سپتامبر ۱۹۳۳) شناگر اهل ژاپن بود.
وی در مسابقات کشوری و بین‌المللی در مجموع برندهٔ ۲ مدال طلا، ۲ مدال نقره شده‌است.